# Qi Wusheng
Qi Wusheng (Cinese: 戚务生; Weihai, 20 maggio 1944) è un allenatore di calcio ed ex calciatore cinese, di ruolo difensore.